# 久保沙里菜
久保 沙里菜（くぼ さりな、1997年8月3日 - ）は、日本のフリーアナウンサー・リポーター・仏像インフルエンサー。

## 来歴
富士市出身。富士市の小学校、不二聖心女子学院中学校・高等学校、聖心女子大学卒業。
大学在学中の2018年に、第23回新橋こいち祭ゆかた美人コンテストに応募し、ネット投票1位新橋ねっと賞受賞。コンテスト同期は、準グランプリを獲得した現・静岡朝日テレビアナウンサー 白木愛奈。
就職活動で民間企業への内定を得るが、仏像への思いを断ち切る事ができず、2020年大学卒業後出身地である静岡県に戻り、フリーアナウンサーとして活動を始める。
しかし、活動開始直後から新型コロナウイルス蔓延で思うように仕事ができなかった為、自らのYoutubeチャンネル「さりーなちゃんねる」を作り、仏像鑑賞の普及を進めていく。
テレビリポーター・イベント司会などを経験し、2022年2月21日、SBSラジオ「鉄崎幹人のWASABI」のシークレットパートナー（代打）でラジオデビューを果たす。カフボックスの操作方法は、この番組で習得する。
2022年4月2日より、SBSラジオRadio Eastのメインラジオパーソナリティに就任。SBSラジオ生放送ラジオパーソナリティでは就任当時最年少。ラジオパーソナリティ初挑戦であったが、「がんばれ!交通情報」などの各コーナーでリスナーに励まされ、着実にリスナーを増やしている。
2025年4月13日、自身が企画した初の個人イベント「さりーな春のファンまつり」を開催。

## 人物
- 身長152cm。一人っ子。2023年3月に結婚。
- 趣味：7歳の頃から大の仏像マニア・お寺巡りや美術館巡り、食べること。
- 特技：仏像の楽しみ方を伝えること。
- 資格：温泉ソムリエ・普通自動車運転免許（AT限定）
- 好きな音楽：エアロスミス・flumpool・レキシ・SixTONES
- 好きなタレント：神木隆之介

## 出演

### TV
- 「いい伊豆みつけた」（テレビ神奈川・千葉テレビ・テレビ埼玉、伊豆急ケーブルネットワーク）
- 「しずプリα」 - リポーター
- 「ピン☆スポ」（静岡第一テレビ） - リポーター
- 「Dstyle」（静岡第一テレビ） - リポーター
- 「まるごとPLUS」 (静岡第一テレビ） - リポーター
- 「チョっと!いいタイム」（テレビ静岡） - リポーター
- 「仏女と巡る!しずおかホトケ旅」（テレビ静岡） - 企画・台本・出演
- 「GirlsParty」（テレビ静岡） - リポーター
- 「静岡最前線」（テレビ静岡） - リポーター
- 「3年J組斉藤先生!」（テレビ静岡）
- 「とびっきり!しずおか」（静岡朝日テレビ） - 静鉄ストア インフォマーシャル
- 「とびっきり!しずおか土曜日版」（静岡朝日テレビ） - リポーター
- 「いろどりナビ」（静岡朝日テレビ） - リポーター
- 「トコチャンワイド」（TOKAIケーブルネットワーク） - 中継リポーター
- 京王閣競輪場ラ・ピスタ新橋カップ生放送（CS放送）
- 「鎌倉時代 至高の仏師運慶―3体の大日如来像と祈りのかたち―」(BSフジ) - ナビゲーター

### ラジオ
- 「Radio East」（SBSラジオ） - メインパーソナリティ
- 「鉄崎幹人のWASABI」（SBSラジオ） - シークレットパートナー(代打)
- 「ゆーがたふぁいあ」（FM狛江） - ゲスト出演
- 「いつも心に仏像を」（voicy） - ゲスト出演
- 「ゴゴボラケ」 （SBSラジオ） - ゲスト出演

### MC
- 24時間テレビ静岡メイン会場司会アシスタント
- 静岡アイドル大運動会MC

### その他
- 浜松市美術館「みほとけのキセキ展」オフィシャルサポーター
- テレビ静岡ガールズサポーター
- nattoku住宅YouTube「さりなのNattoku!」レギュラー
- 寺社フェス向源 -Kohgen-YouTubeチャンネル　ゲスト出演
- はごろもフーズ2025年就職案内　ナビゲーター
- スズキ【四輪公式チャンネル】ご当地自慢ドライブ【静岡編】